# Рудольф Дітінгер
Рудольф Дітінгер (нім. Robert Dietinger; 14 лютого 1880, Марбург-ан-дер-Драу — 3 жовтня 1960, Відень) — австро-угорський, австрійський і німецький офіцер, дипломований інженер (грудень 1918), генерал-майор вермахту.

## Біографія
18 серпня 1898 року вступив у австро-угорську армію. Учасник Першої світової війни, після закінчення якої продовжив службу в австрійській армії. З 18 січня 1919 року — директор державної порохової фабрики в Трофаяху. З 1 жовтня 1925 року — директор відділу гармат і гвинтівок державних фабрик. З 1 серпня 1926 року — директор державних фабрик. 30 липня 1932 року вийшов у відставку.
1 жовтня 1939 року переданий в розпорядження вермахту і призначений директором німецької контрольної ради компанії Schneider-Creusot. В 1944 році відправлений у резерв, 31 травня звільнений у відставку.

## Звання
- Кадет-виконувач обов'язків офіцера (18 серпня 1898)
- Лейтенант (1 листопада 1899)
- Обер-лейтенант (31 жовтня 1906)
- Гауптман (1 травня 1911)
- Майор (1 листопада 1915)
- Оберст-лейтенант (1 лютого 1928)
- Оберст (10 липня 1932)
- Генеральний будівельний радник (26 липня 1926)
- Генерал-майор до розпорядження (1 жовтня 1939)

## Нагороди
- Ювілейна пам'ятна медаль 1898
- Ювілейний хрест
- Медаль «За військові заслуги» (Австро-Угорщина)
  - бронзова
  - бронзова з мечами
- Хрест «За військові заслуги» (Австро-Угорщина) 3-го класу з військовою відзнакою
- Орден Франца Йосифа, лицарський хрест з військовою відзнакою і мечами
- Орден Залізної Корони 3-го класу з військовою відзнакою і мечами
- Військовий Хрест Карла
- Залізний хрест 2-го класу
- Медаль «За поранення» (Австро-Угорщина) з однією смугою
- Пам'ятна військова медаль (Австрія) з мечами
- Почесний хрест ветерана війни з мечами
- Медаль «За вислугу років у Вермахті» 4-го, 3-го, 2-го і 1-го класу (25 років)
- Нагрудний знак «За поранення» в чорному